# Matwé Middelkoop
Matwé Middelkoop es un tenista profesional, nacido el 3 de septiembre de 1983 en Leerdam, Países Bajos.

## Carrera
Su máximo ranking individual lo consiguió el 3 de noviembre de 2008, cuando alcanzó la posición Nº 197 del ranking mundial ATP. El 27 de agosto de 2018 logró su puesto más alto en la modalidad de dobles, alcanzando el puesto Nº 30.
Participa principalmente en el circuitos ITF y ATP Challenger Series y sobre todo en la modalidad de dobles. Es un jugador diestro. Ha ganado hasta el momento 4 títulos de la categoría ATP Challenger Series y lo hizo en la modalidad de dobles.

## Títulos ATP (14; 0+14)

### Dobles (14)
| Leyenda                         |
| Grand Slam (0)                  |
| ATP Wourld Tour Finals (0)      |
| ATP Masters 1000 World Tour (0) |
| ATP World Tour 500 series (1)   |
| ATP World Tour 250 series (13)  |

| N.º | Fecha                    | Torneo          | Superficie    | Pareja            | Oponentes en la final              | Resultado           |
| --- | ------------------------ | --------------- | ------------- | ----------------- | ---------------------------------- | ------------------- |
| 1.  | 7 de febrero de 2016     | Sofía           | Dura (i)      | Wesley Koolhof    | Philipp Oswald Adil Shamasdin      | 5-7, 7-6(9), [10-6] |
| 2.  | 23 de julio de 2016      | Kitzbühel       | Tierra batida | Wesley Koolhof    | Dennis Novak Dominic Thiem         | 2-6, 6-3, [11-9]    |
| 3.  | 14 de enero de 2017      | Sídney          | Dura          | Wesley Koolhof    | Jamie Murray Bruno Soares          | 6-3, 7-5            |
| 4.  | 24 de septiembre de 2017 | San Petersburgo | Dura (i)      | Roman Jebavý      | Julio Peralta Horacio Zeballos     | 6-4, 6-4            |
| 5.  | 6 de enero de 2018       | Pune            | Dura          | Robin Haase       | Pierre-Hugues Herbert Gilles Simon | 7-6(5), 7-6(5)      |
| 6.  | 11 de febrero de 2018    | Sofía           | Dura (i)      | Robin Haase       | Nikola Mektić Alexander Peya       | 5-7, 6-4, [10-4]    |
| 7.  | 21 de julio de 2018      | Umag            | Tierra batida | Robin Haase       | Roman Jebavý Jiří Veselý           | 6-4, 6-4            |
| 8.  | 19 de octubre de 2019    | Moscú           | Dura (i)      | Marcelo Demoliner | Simone Bolelli Andrés Molteni      | 6-1, 6-2            |
| 9.  | 9 de febrero de 2020     | Córdoba         | Tierra batida | Marcelo Demoliner | Leonardo Mayer Andrés Molteni      | 6-3, 7-6(4)         |
| 10. | 27 de agosto de 2021     | Winston-Salem   | Dura          | Marcelo Arévalo   | Ivan Dodig Austin Krajicek         | 6-7(5), 7-5, [10-6] |
| 11. | 24 de octubre de 2021    | Moscú           | Dura (i)      | Harri Heliövaara  | Tomislav Brkić Nikola Čačić        | 7-5, 4-6, [11-9]    |
| 12. | 13 de febrero de 2022    | Róterdam        | Dura (i)      | Robin Haase       | Lloyd Harris Tim Puetz             | 4-6, 7-6(5), [10-5] |
| 13. | 2 de octubre de 2022     | Tel Aviv        | Dura (i)      | Rohan Bopanna     | Santiago González Andrés Molteni   | 6-2, 6-4            |
| 14. | 12 de febrero de 2023    | Montpellier     | Dura (i)      | Robin Haase       | Maxime Cressy Albano Olivetti      | 7-6(4), 4-6, [10-6] |

#### Finalista (19)
| N.º | Fecha                    | Torneo          | Superficie    | Pareja            | Oponentes en la final                     | Resultado           |
| --- | ------------------------ | --------------- | ------------- | ----------------- | ----------------------------------------- | ------------------- |
| 1.  | 19 de febrero de 2017    | Róterdam        | Dura (i)      | Wesley Koolhof    | Ivan Dodig Marcel Granollers              | 6-7(5), 3-6         |
| 2.  | 23 de julio de 2017      | Bastad          | Tierra batida | Sander Arends     | Julian Knowle Philipp Petzschner          | 2-6, 6-3, [7-10]    |
| 3.  | 29 de abril de 2018      | Budapest        | Tierra batida | Andrés Molteni    | Dominic Inglot Franko Škugor              | 7-6(8), 1-6, [8-10] |
| 4.  | 26 de mayo de 2018       | Lyon            | Tierra batida | Roman Jebavý      | Nick Kyrgios Jack Sock                    | 5-7, 6-2, [9-11]    |
| 5.  | 29 de junio de 2018      | Antalya         | Hierba        | Sander Arends     | Marcelo Demoliner Santiago González       | 5-7, 7-6(6), [8-10] |
| 6.  | 23 de septiembre de 2018 | San Petersburgo | Dura (i)      | Roman Jebavý      | Matteo Berrettini Fabio Fognini           | 6-7(6), 6-7(4)      |
| 7.  | 4 de enero de 2019       | Doha            | Dura          | Robin Haase       | David Goffin Pierre-Hugues Herbert        | 7-5, 4-6, [4-10]    |
| 8.  | 24 de febrero de 2019    | Marsella        | Dura (i)      | Ben McLachlan     | Jérémy Chardy Fabrice Martin              | 3-6, 7-6(4), [3-10] |
| 9.  | 13 de abril de 2019      | Marrakech       | Tierra batida | Frederik Nielsen  | Jürgen Melzer Franko Škugor               | 4-6, 6-7(6)         |
| 10. | 29 de septiembre de 2019 | Zhuhai          | Dura          | Marcelo Demoliner | Sander Gillé Joran Vliegen                | 6-7(2), 6-7(4)      |
| 11. | 18 de octubre de 2020    | San Petersburgo | Dura (i)      | Marcelo Demoliner | Jürgen Melzer Édouard Roger-Vasselin      | 2-6, 6-7(4)         |
| 12. | 25 de octubre de 2020    | Amberes         | Dura (i)      | Rohan Bopanna     | John Peers Michael Venus                  | 3-6, 4-6            |
| 13. | 31 de julio de 2021      | Kitzbühel       | Tierra batida | Roman Jebavý      | Alexander Erler Lucas Miedler             | 5-7, 6-7(5)         |
| 14. | 21 de mayo de 2022       | Lyon            | Tierra batida | Pablo Andújar     | Nikola Mektić Mate Pavić                  | 6-2, 2-6, [3-10]    |
| 15. | 24 de junio de 2022      | Eastbourne      | Hierba        | Luke Saville      | Nikola Mektić Mate Pavić                  | 4-6, 2-6            |
| 16. | 24 de julio de 2022      | Hamburgo        | Tierra batida | Rohan Bopanna     | Lloyd Glasspool Harri Heliövaara          | 2-6, 4-6            |
| 17. | 23 de octubre de 2022    | Amberes         | Dura (i)      | Rohan Bopanna     | Tallon Griekspoor Botic van de Zandschulp | 6-3, 3-6, [5-10]    |
| 18. | 27 de mayo de 2023       | Lyon            | Tierra batida | Nicolas Mahut     | Rajeev Ram Joe Salisbury                  | 0-6, 3-6            |
| 19. | 23 de julio de 2023      | Gstaad          | Tierra batida | Marcelo Demoliner | Dominic Stricker Stanislas Wawrinka       | 6-7(8), 2-6         |

## Títulos Challenger; 3 (0 + 3)

### Dobles
| N.º | Fecha      | Torneo                     | Superficie    | Compañero      | Oponentes en la final               | Resultado      |
| --- | ---------- | -------------------------- | ------------- | -------------- | ----------------------------------- | -------------- |
| 1.  | 2007       | Challenger de Chiasso      | Tierra        | Bart Beks      | Teodor-Dacian Crăciun Victor Crivoi | 7-6, 7-5       |
| 2.  | 2005       | Challenger de Valladolid   | Dura          | Alexander Peya | Jasper Smit Stefan Wauters          | 7-67, 6-3      |
| 3.  | 13.07.2014 | Challenger de Scheveningen | Tierra batida | Boy Westerhof  | Martin Fischer Jesse Huta Galung    | 6-4, 3-6, 10-6 |